# 威拉米茲半岛

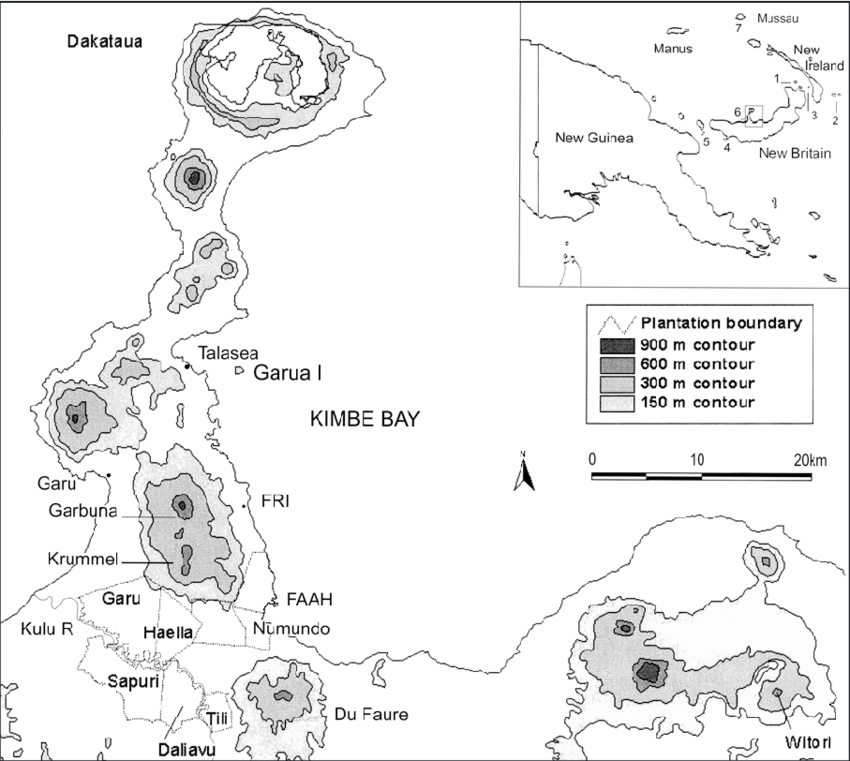
威拉米茲半岛

威拉米茲半岛，位于巴布亚新几内亚新不列颠岛北部，是由火山形成的細長半島，以法國海軍中將讓-巴蒂斯特·菲利伯·威拉米茲命名。半島東邊是津貝灣，西邊是里貝克灣。

## 地理
半岛上有一座达卡搭瓦破火山口，其最高点高350m。它上一次大规模爆发大约是在公元800年左右，上一次喷发在1890年，并造就了中心的火山渣錐。在火山口中间的达卡塔瓦湖曾经被拍到有湖怪明戈，但也有人们推测那只是一只在附近徘徊的湾鳄。

## 氣候
半岛屬亞熱帶氣候。平均溫度為23°C。毎年(1998-2016)平均降雨量為 4,805 毫米。